# Puerta de Dante
La Puerta de Dante es un acceso al Parque del Retiro de Madrid, que está ubicado en la calle Menéndez Pelayo frente a la calle del Conde de Cartagena. Recibe su nombre del Monumento a Dante que la preside. Está integrado dentro del Paisaje de la Luz, un paisaje cultural declarado Patrimonio de la Humanidad el 25 de julio de 2021.

## Historia
La Puerta de Dante del Parque del Retiro se realizó en el año 1969, con la participación económica de un grupo de industriales. Más adelante, en 1980, se instaló en ella el bajorrelieve de Dante que le dio su nombre actual. La construcción de este acceso supuso la desaparición de la Puerta de Pacífico, cercana a este y que databa de 1935.
La puerta está conformada por dos accesos enfrentados, con una sencilla reja metálica cada uno y situados en una plataforma en alto, a la cual se llega desde la acera por dos escalinatas transversales. Desde estos accesos parten dos rampas que posibilitan la entrada al Parque por su parte sur. Además consta de un mural de bronce colocado entre los dos vanos, dedicado a Dante Alighieri, el cual da nombre a esta puerta.